# Robert Heppener
Robert Heppener  (n. 9 august 1925, Amsterdam – d. 25 august 2009 Bergen, Olanda de Nord) a fost un compozitor olandez.
Heppener a studiat cu Bertus van Lier în Amsterdam. A scris simfonie și diverse lucrări orchestrale.

## Legături externe
- http://www.donemus.nl/componist.php?zknm=HEPPENER%2C+ROBERT